# 广西钓樟
广西钓樟（学名：Lindera guangxiensis）为樟科山胡椒属下的一个种。其种加词“guangxiensis”意为“广西的”。